# Krasnopávlivka
Krasnopávlivka (en ucraniano: Краснопавлівка; en ruso: Краснопавловка, romanizado: Krasnopávlovka) es un pueblo ucraniano perteneciente al óblast de Járkov. Situado en el noreste del país, forma parte del raión de Lozová y del municipio (hromada) de Lozová.

## Geografía
Krasnopávlivka se encuentra en la margen izquierda del río Orilka, afluente del río Orel, 31 km al norte de Lozová y 120 km al sur de Járkiv. El canal Dniéper-Dombás, que sigue el río Orilka, está represado en el embalse de Krasnopávlivka.  

## Historia
El pueblo de Krasnopávlivka fue fundado en 1868, durante la construcción del ferrocarril Kursk-Járkiv-Azov.
Krasnopávlivka recibió el estatus de asentamiento de tipo urbano desde 1972.
Hasta el 18 de julio de 2020, Krasnopávlivka era parte del municipio de Lozová, que era una ciudad de importancia regional. El estatus fue abolido en julio de 2020 como parte de la reforma administrativa de Ucrania, que redujo el número de raiones del óblast de Járkov a siete. El área del municipio de Lozová se fusionó con el raión de Lozová.En 2023, Krasnopávlivka perdió el estatus de asentamiento de tipo urbano debido a la eliminación de este estatus administrativo.

## Demografía
La evolución de la población de Krasnopávlivka entre 1989 y 2022 fue la siguiente:
| 8636                                                          | 7828 | 7260 | 7107 | 6637 |
| (Fuente: Cities & Towns of Ukraine y UKRAINE: Größere Städte) |      |      |      |      |

## Infraestructura

### Transporte
La estación de tren de Krasnopavlivka conecta Járkov con Sinélnikove a través de Lozová y Pavlogrado. El asentamiento está conectado por carretera con Járkov y Pavlogrado.